# Rhizocarpon simillimum
Rhizocarpon simillimum är en lavart som först beskrevs av Anzi, och fick sitt nu gällande namn av Lettau. Rhizocarpon simillimum ingår i släktet Rhizocarpon och familjen Rhizocarpaceae.  Arten är reproducerande i Sverige. Inga underarter finns listade i Catalogue of Life.